# 22594 Stoops
22594 Stoops è un asteroide della fascia principale. Scoperto nel 1998, presenta un'orbita caratterizzata da un semiasse maggiore pari a 2,2732338 UA e da un'eccentricità di 0,0538605, inclinata di 6,78811° rispetto all'eclittica.